# Candia Lomellina
Candia Lomellina (Chèndia en dialecto lomellino, del nombre originario celta Kèntia) es una localidad y comune italiana de la provincia de Pavía, región de Lombardía, con 1.644 habitantes.

## Monumenti da visitare
- Chiesa della Confraternita, con frescos de  Giuseppe Amisani
- Chiesa della Trinità, con frescos de Giuseppe Amisani

## Evolución demográfica
| Gráfica de evolución demográfica de Candia Lomellina entre 1861 y 2001 |
|                                                                        |
| Fuente ISTAT - elaboración gráfica de Wikipedia                        |